# Aguilar de Campoo
Aguilar de Campoo település Spanyolországban, Palencia tartományban. Aguilar de Campoo Valdeprado del Río, Valderredible, Pomar de Valdivia, Rebolledo de la Torre, Valle de Valdelucio, Alar del Rey, Santibáñez de Ecla, Olmos de Ojeda, Cervera de Pisuerga, Salinas de Pisuerga, Barruelo de Santullán, Brañosera és Valdeolea községekkel határos. Lakosainak száma 6823 fő (2024).

## Népesség
A település népessége az elmúlt években az alábbi módon változott:
| Lakosok száma | 7589 | 7346 | 7263 | 7242 | 7203 | 7088 | 6916 | 6744 | 6646 | 6823 |
|               | 2001 | 2004 | 2007 | 2009 | 2012 | 2014 | 2017 | 2019 | 2022 | 2024 |